# Léonard Stalder
Léonard Stalder est un escrimeur suisse né le 21 novembre 1993 à Morges. Il est membre de l'équipe suisse de fleuret jusqu'en 2012 avant de passer à l'épée.

## Club
- Cercle d'escrime de Morges

## Palmarès
- Championnats suisses
  -  vice-champion suisse au fleuret individuel en 2012 à St-Prex.
  -  vice-champion suisse au fleuret par équipes en 2012 à St-Prex.
  -  3e par équipes fleuret en 2013 2013 à Morges.

- Coupe du monde Junior 
  -  2e en 2013 à l'épée par équipes à Udine.